# Lionel Letizi
Lionel Letizi, né le 28 mai 1973 à Nice, est un footballeur international français évoluant au poste de gardien de but. 

## Biographie
Sa première apparition en D1 a lieu lors de Bordeaux-Nice (1-0), le 28 juillet 1994.

### FC Metz
Auteur de bonnes performances sous le maillot du FC Metz, Lionel Letizi connaît sa première sélection en équipe de France lors du match contre l'Afrique du Sud (2-1), le 11 octobre 1997 à Lens. Il se retrouve en ballotage favorable pour devenir le troisième gardien pour la Coupe du monde 1998 mais encaisse un but idiot en ratant un contrôle à la 3e minute d'une rencontre amicale contre la Russie en mars 1998 qui coûte la défaite (1-0).
À la suite de sa deuxième saison (1997-1998) sous le maillot messin, il s’offre un titre de vice-champion de France, derrière Lens. Il figure dans la pré-sélection de 28 joueurs pour la Coupe du monde 1998, mais fait partie des six joueurs finalement non retenus par Aimé Jacquet qui quittent Clairefontaine le 22 mai 1998.
Après la compétition, et avant l'Euro 2000, il est quelquefois appelé en sélection comme doublure de Fabien Barthez ou Bernard Lama, mais est fréquemment occulté par Ulrich Ramé ou Stéphane Porato qui connaissent, dans cet intervalle, leur première sélection.
Au terme de quatre saisons pleines et 161 matchs avec le club lorrain, le niçois de naissance rejoint la capitale.

### Paris SG
Après avoir envisagé de refuser la sélection, il retrouve les cages tricolores, en 1999, contre le Cameroun. Blessé, il ne termine pas le match et se fait remplacer par Richard Dutruel. Il finit par jouer son dernier match international en mars 2001, face à l’Espagne (défaite 2-1). D’autres gardiens français de bons niveaux sont alors en train d’émerger.
En décembre 2001, il offre une passe décisive à son coéquipier Jay-Jay Okocha face à Metz. Il fait alors partie des très rares gardiens de buts ayant réussi à effectuer une passe décisive au cours de leur carrière.
En août 2004, à la surprise générale, il est présélectionné par Raymond Domenech en équipe de France.
Letizi quitte le PSG en fin de contrat en 2006, l'arrivée de Mickaël Landreau le dissuadant de prolonger.

### Expérience en Écosse
Rapidement pris en grippe par les supporters écossais, qui lui reprochent sa fébrilité et soutiennent ouvertement le gardien local Allan McGregor, la position de Letizi est délicate. Elle devient même intenable à la suite du départ précipité de l'entraineur en janvier 2007.

### Fin de carrière à Nice
L'OGCN est alors en position de relégable. Chargé d'épauler le jeune Hugo Lloris, Letizi est recruté pour n'être qu'une simple doublure. Mais le départ du gardien niçois pour Lyon en 2008 lui offre la possibilité de retrouver un statut de numéro 1. Du moins pour quelques mois, puisque les dirigeants niçois engagent dans le même temps le jeune Colombien David Ospina, programmé pour devenir à terme le nouveau titulaire du poste. Comme convenu, au début de l'année 2009, Letizi cède sa place à Ospina.
Lors de la saison 2010-2011, Lionel Letizi joue un rôle de gardien remplaçant au sein de l'équipe de Nice, qu'il mènera jusqu'en demi-finale de la Coupe de France contre le LOSC le 19 avril 2011 (défaite 0-2) en étant capitaine lors de la compétition.
Il raccroche les crampons à la fin de la saison.

### Reconversion
En 2009, Letizi décroche le Brevet d'État d'éducateur sportif 2 spécifique.
Le 24 mai 2012, sa venue en tant qu'entraîneur des gardiens de l'OGC Nice dans le staff du nouvel entraîneur Claude Puel est officialisée.

## Statistiques

### En général
| Saison                | Club                  | Championnat           | Championnat | Championnat | Coupe nationale | Coupe nationale | Coupe de la Ligue | Coupe de la Ligue | Compétition(s) continentale(s) | Compétition(s) continentale(s) | Compétition(s) continentale(s) | France | France | Total | Total |
| Saison                | Club                  | Division              | M.          | B.          | M.              | B.              | M.                | B.                | Comp.                          | M.                             | B.                             | M.     | B.     | M.    | B.    |
| 1992-1993             | OGC Nice              | Division 2            | 3           | 0           | -               | -               | -                 | -                 | -                              | -                              | -                              | -      | -      | 3     | 0     |
| 1993-1994             | OGC Nice              | Division 2            | 36          | 0           | -               | -               | -                 | -                 | -                              | -                              | -                              | -      | -      | 36    | 0     |
| 1994-1995             | OGC Nice              | Division 1            | 37          | 0           | 1               | 0               | 1                 | 0                 | -                              | -                              | -                              | -      | -      | 39    | 0     |
| 1995-1996             | OGC Nice              | Division 1            | 34          | 0           | 2               | 0               | 1                 | 0                 | -                              | -                              | -                              | -      | -      | 37    | 0     |
| Sous-total            | Sous-total            | Sous-total            | 110         | 0           | 3               | 0               | 2                 | 0                 | -                              | 0                              | 0                              | 0      | 0      | 115   | 0     |
| 1996-1997             | FC Metz               | Division 1            | 32          | 0           | 1               | 0               | 2                 | 0                 | C3                             | 5                              | 0                              | -      | -      | 40    | 0     |
| 1997-1998             | FC Metz               | Division 1            | 34          | 0           | 2               | 0               | 3                 | 0                 | C3                             | 4                              | 0                              | 2      | 0      | 45    | 0     |
| 1998-1999             | FC Metz               | Division 1            | 34          | 0           | 3               | 0               | 5                 | 0                 | C1+C3                          | 2+2                            | 0                              | -      | -      | 46    | 0     |
| 1999-2000             | FC Metz               | Division 1            | 31          | 0           | 3               | 0               | -                 | -                 | CI                             | 6                              | 0                              | -      | -      | 40    | 0     |
| Sous-total            | Sous-total            | Sous-total            | 131         | 0           | 9               | 0               | 10                | 0                 | -                              | 19                             | 0                              | 2      | 0      | 171   | 0     |
| 2000-2001             | Paris Saint-Germain   | Division 1            | 25          | 0           | -               | -               | 1                 | 0                 | C1                             | 12                             | 0                              | 2      | 0      | 40    | 0     |
| 2001-2002             | Paris Saint-Germain   | Division 1            | 28          | 0           | -               | -               | 3                 | 0                 | CI+C3                          | 8+4                            | 0                              | -      | -      | 43    | 0     |
| 2002-2003             | Paris Saint-Germain   | Ligue 1               | 26          | 0           | -               | -               | -                 | -                 | C3                             | 6                              | 0                              | -      | -      | 32    | 0     |
| 2003-2004             | Paris Saint-Germain   | Ligue 1               | 6           | 0           | 6               | 0               | -                 | -                 | -                              | -                              | -                              | -      | -      | 12    | 0     |
| 2004-2005             | Paris Saint-Germain   | Ligue 1               | 33          | 0           | 1               | 0               | -                 | -                 | C1                             | 6                              | 0                              | -      | -      | 40    | 0     |
| 2005-2006             | Paris Saint-Germain   | Ligue 1               | 27          | 0           | 4               | 0               | -                 | -                 | -                              | -                              | -                              | -      | -      | 31    | 0     |
| Sous-total            | Sous-total            | Sous-total            | 145         | 0           | 11              | 0               | 4                 | 0                 | -                              | 36                             | 0                              | 2      | 0      | 198   | 0     |
| 2006-2007             | Glasgow Rangers       | Scottish PL           | 7           | 0           | -               | -               | -                 | -                 | C3                             | 1                              | 0                              | -      | -      | 8     | 0     |
| 2007                  | OGC Nice              | Ligue 1               | 1           | 0           | -               | -               | -                 | -                 | -                              | -                              | -                              | -      | -      | 1     | 0     |
| 2007-2008             | OGC Nice              | Ligue 1               | 10          | 0           | 2               | 0               | 2                 | 0                 | -                              | -                              | -                              | -      | -      | 14    | 0     |
| 2008-2009             | OGC Nice              | Ligue 1               | 13          | 0           | 2               | 0               | 2                 | 0                 | -                              | -                              | -                              | -      | -      | 17    | 0     |
| 2009-2010             | OGC Nice              | Ligue 1               | 2           | 0           | -               | -               | 1                 | 0                 | -                              | -                              | -                              | -      | -      | 3     | 0     |
| 2010-2011             | OGC Nice              | Ligue 1               | 4           | 0           | 5               | 0               | -                 | -                 | -                              | -                              | -                              | -      | -      | 9     | 0     |
| Sous-total            | Sous-total            | Sous-total            | 30          | 0           | 9               | 0               | 5                 | 0                 | -                              | 0                              | 0                              | 0      | 0      | 44    | 0     |
| Total sur la carrière | Total sur la carrière | Total sur la carrière | 423         | 0           | 32              | 0               | 21                | 0                 | -                              | 56                             | 0                              | 4      | 0      | 536   | 0     |

### En sélection
| Matches internationaux de Lionel Letizi | Matches internationaux de Lionel Letizi | Matches internationaux de Lionel Letizi | Matches internationaux de Lionel Letizi | Matches internationaux de Lionel Letizi | Matches internationaux de Lionel Letizi | Matches internationaux de Lionel Letizi                           |
|                                         | Date                                    | Lieu                                    | Adversaire                              | Résultat                                | Compétition                             | Notes                                                             |
| --------------------------------------- | --------------------------------------- | --------------------------------------- | --------------------------------------- | --------------------------------------- | --------------------------------------- | ----------------------------------------------------------------- |
| 1.                                      | 11 octobre 1997                         | Stade Felix-Bollaert, Lens, France      | Afrique du Sud                          | 2 - 1                                   | Match amical                            | Titulaire.                                                        |
| 2.                                      | 25 mars 1998                            | Stade Dynamo, Moscou, Russie            | Russie                                  | 1 - 0                                   | Match amical                            | Titulaire.                                                        |
| 3.                                      | 4 octobre 2000                          | Stade de France, Saint-Denis, France    | Cameroun                                | 1 - 1                                   | Match amical                            | Titulaire et remplacé par Richard Dutruel à la 57e minute de jeu. |
| 4.                                      | 28 mars 2001                            | Stade de Mestalla, Valence, Espagne     | Espagne                                 | 2 - 1                                   | Match amical                            | Titulaire.                                                        |

## Palmarès

### En club
- Vainqueur de la Coupe de France en 2004 et en 2006 avec le Paris SG
- Vainqueur de la Coupe Intertoto en 2001 avec le Paris SG
- Champion de France de Division 2 en 1994 avec l'OGC Nice
- Vice-champion de France en 1998 avec le FC Metz et en 2004 avec le Paris SG
- Finaliste de la Coupe de la Ligue en 1999 avec le FC Metz

### EnÉquipe de France
- 4 sélections entre 1997 et 2001